# 음세포작용

음세포작용

세포 생물학에서 유체 세포내이입 및 벌크상 음 세포작용으로 알려진 음세포작용(Pinocytosis)은 세포외액에 현탁된 작은 입자가 세포막의 함입을 통해 세포로 가져와 입자의 현탁액을 초래하는 세포내 이입 방식이다. 세포 안의 작은 소포 안에 물질을 넣어 소포를 만든 뒤, 이 소포를 보통 초기 엔도솜과 융합시켜 입자를 가수분해한다.
음세포작용은 거대음세포작용, clathrin 매개 세포내이입, caveolin 매개 세포내이입 또는 clathrin 및 caveolin-independent 세포내이입 경로로  분류되며, 이들 모두는 소포 형성 메커니즘과 이러한 소포의 크기에 따라 다르다.
음세포작용은 분자 메커니즘과 내재화된 분자의 운명에 따라 범주로 다양하게 세분화된다. 음세포작용은 어떤 경우에는 구성 과정으로 간주되는 반면 다른 경우에는 수용체 매개이며 고도로 조절된다.

## 음세포작용
인간에서 이 과정은 주로 지방 방울의 흡수를 위해 발생한다. 엔도사이토시스에서 세포 원형질막은 원하는 세포외 물질 주위로 확장 및 접혀서 내부화된 소포를 형성한다. 함입된 음세포작용 소포는 식세포작용에 의해 생성된 것보다 훨씬 작다. 소포는 결국 리소좀과 융합되어 소포 내용물이 소화된다. 음세포작용은 ATP 형태의 세포 에너지에 상당한 투자를 수반한다.

### 음세포작용과 ATP
음세포작용은 주로 세포외액(ECF)을 제거하고 면역 감시의 일부로 사용된다. 식균 작용과 달리 지질(지방)과 같은 대체 물질의 폐기물에서 매우 적은 양의 ATP를 생성한다. 수용체 매개 엔도사이토시스와 달리, 음세포작용은 전달하는 물질에서 비특이적이다. 세포는 존재하는 모든 용질을 포함하여 주변 유체를 흡수한다. 음세포작용은 또한 식세포작용로 작동한다.
유일한 차이점은 식균 작용이 전달하는 물질에 따라 다르다는 것이다. 식균 작용은 나중에 카텝신과 같은 효소에 의해 분해되고 세포에 흡수되는 전체 입자를 삼킨다. 반면에 음세포작용은 세포가 이미 용해되거나 분해 된 음식을 삼킬 때이다.
음세포작용은 비특이적이며 비 흡수성이다. 분자 특이적 엔도사이토시스는 수용체 매개 엔도사이토시스 라고 한다.

## 어원과 발음
단어 음세포작용 (/ˌpɪnəsaɪˈtoʊsɪs, ˌpaɪ-, -noʊ-, -sə-/)은 pino- + cyto- + -osis의 결합이다. 모두 그리스어로 píno-와 cytosis를 반영한다. 이 용어는 1931년 W.H.Lewis에 의해 제안되었다.

## 비특이적, 흡착성 음세포작용
비특이적, 흡착성 음세포작용은 세포내이입의 한 형태이며, 세포 표면에서 작은 소포를 분리하여 작은 입자가 세포에 흡수되는 과정이다. 양이온성 단백질은 음성 세포 표면에 결합하고 clathrin 매개 시스템을 통해 흡수되므로, 흡수는 수용체 매개 세포내이입 과 비특이적, 비흡착 음세포작용 사이의 중간이다. 클라트린으로 코팅된 구덩이는 세포 표면적의 약 2%를 차지하며 약 1분 동안만 지속되며, 약 1분에 평균 세포 표면을 떠나는 것으로 추정되는 2500개가 있다. clathrin 코트는 거의 즉시 손실되고 이는 이후에 세포막으로 재활용된다.

## 거대음세포작용
거대음세포작용(Macropinocytosis)은 실질적으로 모든 동물 세포에서 활성화되어 흡수를 일으킬 수 있는 clathrin-independent endocytic mechanism이다. 대부분의 세포 유형에서 연속적으로 발생하지 않고 성장 인자, 인테그린 리간드 및 세포 사멸 세포 잔해를 포함한 특정 화물에 의한 세포 표면 수용체 활성화에 대한 반응으로 제한된 시간 동안 유도된다. 이러한 리간드는 복잡한 신호 전달 경로를 활성화하여 액틴 역학의 변화와 일반적으로 주름 이라고 하는 필로포디아 및 라멜로포디아의 세포 표면 돌출부를 형성한다. 주름이 막 위로 다시 무너지면 거대 유체로 채워진 세포내 소포가 매크로피노솜(macropinosome)이라고 하는 형태로 형성되며, 이는 일시적으로 세포의 대량 유체 흡수를 최대 10배까지 증가시킬 수 있다.
거대음세포작용은 전적으로 분해 경로이다. 매크로피노솜은 산성화된 다음화물을 원형질막으로 다시 재활용하지 않고 후기 endosomes 또는 endolysosomes와 융합한다.
또한 일부 박테리아와 바이러스는 숙주 세포로의 흡수 메커니즘으로 거대음세포작용을 유도하도록 진화했다. 이들 중 일부는 바이러스 또는 박테리아(일부는 내부에서 복제될 수 있음)를 포함하는 더 작고 오래 지속되는 액포로 변형될 수 있는 매크로피노솜 내부에서 생존하기 위해 분해 과정을 중단할 수 있으며, 예를 들어, 장내 병원균 Salmonella typhimurium은 흡수의 한 형태로 거대음세포작용을 유도하기 위해 숙주 세포에 독소를 주입하고 매크로피노솜의 분해를 억제하고 복제할 수 있는 살모넬라 함유 액포(SCV)를 형성한다.

## 같이 보기
- 식작용
- 수용체 매개 세포내 섭취

## 참고 문헌
- Campbell, Reece, Mitchell: "Biology", 6판, Copyright 2002 P. 151
- Marshall, Ben, Incredible Biological Advancements of the 20th Century, Copyright 2001 p.899
- Alrt, Pablo, Global Society Harvard study, copyright 2003 p.189
- Brooker, Robert: "Biology", 제2판, Copyright 2011 p.116
- Cherrr, Malik, The Only Edition, Copyright 2012, p.256
- Abbas, Abul, et al. "Basic Immunology: Functions and Disorders of the Immune System." 5판. Elsevier, 2016. p.69